# Piantare in asso
Piantare in asso (anche lasciare in asso), e la variante rimanere in asso (o restare in asso),  sono polirematiche che vengono usate rispettivamente con il significato di "abbandonare qualcuno senza preavviso" ed "essere abbandonati da qualcuno senza preavviso".
Le locuzioni precedenti non vanno confuse con le meno comuni lasciare/piantare/rimanere/restare in Nasso, di significato analogo ma di diversa origine.

## Etimologia

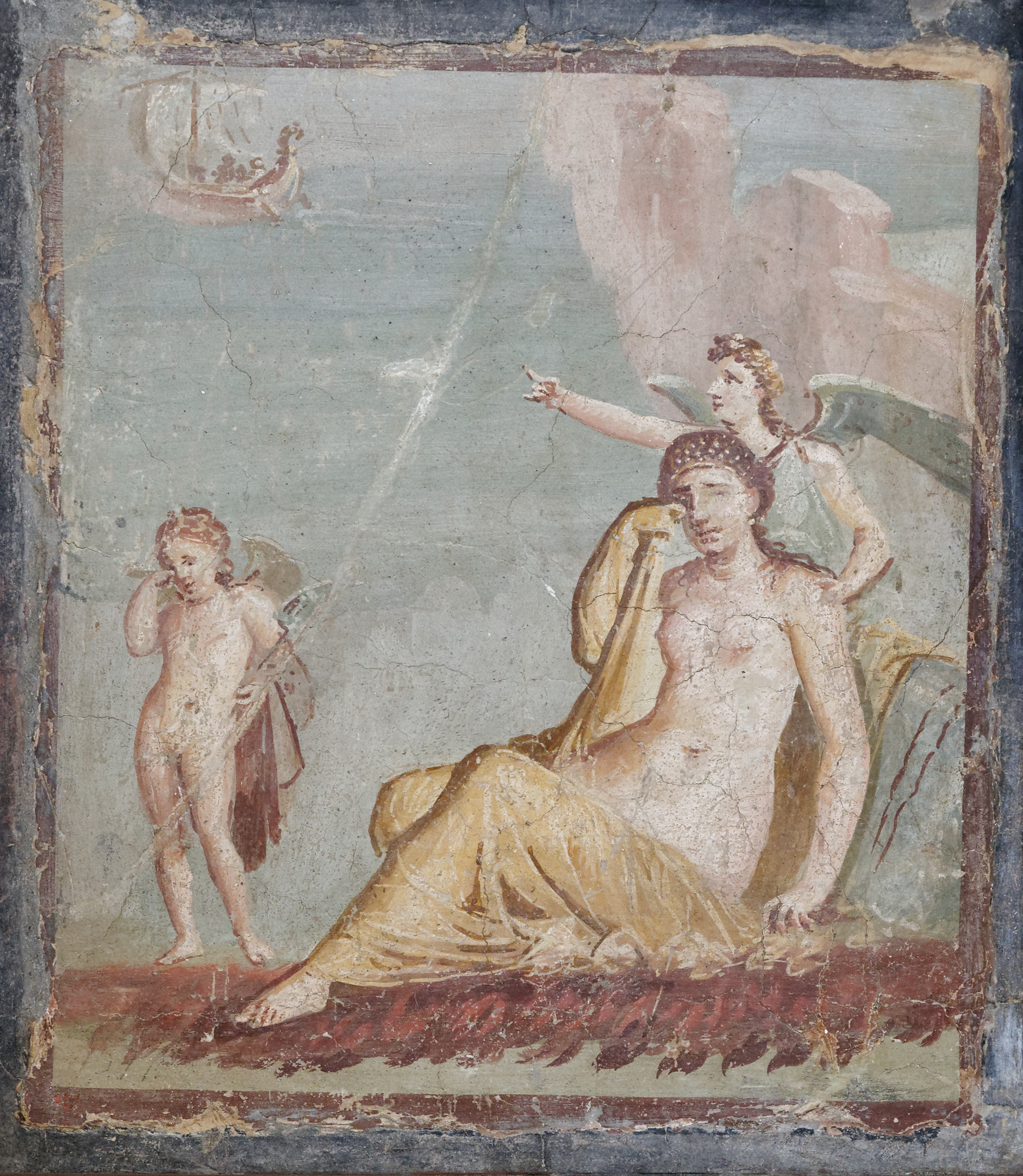
Arianna abbandonata sull'isola di Nasso da Teseo che si allontana sulla nave (Casa di Meleagro, Pompei).

"Piantare in asso", secondo il Dizionario etimologico della Lingua italiana di Manlio Cortelazzo e Paolo Zolli, va probabilmente ricondotta al gioco delle carte o dei dadi, nel significato di «fare il punto più basso (l'uno)». Questa stessa interpretazione della polirematica è presente anche nel Vocabolario etimologico della lingua italiana di Ottorino Pianigiani, secondo cui "lasciare in asso" «vale lasciare solo, abbandonare inaspettatamente o bruscamente, presa la similitudine dall'asso, che sta solo ed è il punto peggiore. In tedesco una locuzione e concetto equivalente è im Stich lassen «lasciare in punto»".
Un'altra teoria, attualmente meno accreditata, che ipotizza che "piantare in asso" deriverebbe per corruzione linguistica (rianalisi) dall'originaria espressione "piantare in Nasso", è basata sulla mitologia greca: Arianna, dopo aver aiutato con il suo filo l'eroe ateniese Teseo a sconfiggere il Minotauro e ad uscire dal labirinto di Cnosso, fugge insieme agli ateniesi, ma viene abbandonata ("piantata") da Teseo sull'isola di Nasso, per motivi che il mito non chiarisce. L'episodio è citato per esempio da Ovidio nei Fasti e da Igino nelle Fabulae. Nell'italiano colloquiale il toponimo esotico Nasso si sarebbe ben presto trasformato in un più comune "asso": come Paolo Minucci osservava già nelle sue Note al Malmantile racquistato di Lorenzo Lippi del 1688: «Da più si dice "Rimanere in asso"; e ciò segue per corruzione nella pronunzia, che tanto suona "Rimanere in asso", che "rimanere in Nasso", come si dovrebbe dire». Anche Luciano De Crescenzo richiama questa interpretazione nei suoi libri Le donne sono diverse (1999), I grandi miti greci (1999) e Ulisse era un fico (2010).
Secondo l'Accademia della Crusca, tuttavia, piantare in asso avrebbe un'origine anteriore a piantare in Nasso. Di conseguenza, "in Nasso" potrebbe essere una reinterpretazione colta e ipercorrettistica dell'originaria espressione popolare "in asso". L'impiego di "in Nasso" risulta comunque formalmente corretto, essendosi attestato nel corso dei secoli parallelamente a "in asso".

## Equivalenti in altre lingue
- inglese: leave somebody in the lurch o leave somebody stranded
- francese: laisser tomber (quelqu'un); laisser en plan
- spagnolo: dejar a alguien en la estacada
- tedesco: im Stich lassen
- danese: lade i stikken
- nederlandese: in de steek laten
- svedese: lämna i sticket
- serbo: ostaviti na cedilu